# Peter Hitchens
Peter Jonathan Hitchens (nacido el 28 de octubre de 1951 en Sliema, Malta) es un escritor y periodista de prensa y radio conservador británico. La mayor parte de su carrera periodística transcurrió en el Daily Express, que abandonó en 2001; actualmente escribe para el Mail on Sunday. Es un conservador Burkeano. Era hermano del escritor Christopher Hitchens.

## Vida personal
Peter Hitchens estudió en The Leys School, el Oxford College of Further Education y la Universidad de York. Se casó con Eve Ross en 1983; tienen tres hijos. Aunque se educó en la fe anglicana, Hitchens descubrió poco después de casarse que su madre, que se suicidó cuando él tenía veintitantos años, era en parte de ascendencia judía. No obstante, Hitchens sigue siendo miembro confirmado y comulgante de la Iglesia de Inglaterra.
Se casó con Eve Ross, la hija de periodista David Ross, en 1983. Tienen una hija y dos hijos: Su hijo mayor, Dan, es asistente editorial de la Catholic Herald, una revista católica de Londres.
El hermano mayor de Hitchens, Christopher Hitchens, también fue un prominente periodista, escritor y crítico, y además un notable crítico de la religión. Christopher afirmó: "La auténtica diferencia entre Peter y yo mismo es la creencia en lo sobrenatural. Yo soy materialista y él atribuye su existencia a un plan divino. Yo no aguanto a los que creen en Dios, invocan a la divinidad o son personas de fe."
Ambos hermanos estuvieron enemistados durante varios años, tras un artículo de 2001 en The Spectator en el que Peter afirmó que su hermano había dicho que "no le importaba si el Ejército Rojo abrevaba sus caballos en Hendon", lo que, según Christopher, fue usado por "la prensa reaccionaria de EE.UU." para sugerir que era un "simpatizante comunista". No obstante, tras el nacimiento del tercer hijo de Peter, Christopher expresó su deseo de reconciliarse y conocer a su nuevo sobrino. Poco después ambos hermanos dieron varias entrevistas juntos en las que declararon haber resuelto sus diferencias personales.

## Carrera periodística
Hitchens fue reportero del Daily Express durante 24 años, especializándose primero en educación y luego en asuntos industriales y sindicales, antes de convertirse en subdirector político. A continuación abandonó Westminster para cubrir asuntos diplomáticos y de defensa, justo al comenzar la era de Mijaíl Gorbachov. Informó sobre la caída de los regímenes comunistas en varios países del Pacto de Varsovia. Esto le llevó a convertirse en el corresponsal de su periódico en Moscú durante los últimos estertores de la era comunista, en 1990 y 1991.
Tras un periodo como reportero en el extranjero sin base fija, pasó a ser corresponsal del Daily Express en Washington, volviendo a Londres en 1995 para trabajar como comentarista y, finalmente, columnista fijo. Siguió adoptando una beligerante línea crítica en ese papel pese al drástico cambio editorial de 1997, tras el que el diario comenzó a apoyar de forma entusiasta al Partido Laborista de Tony Blair, tras su adquisición por el grupo MAI. No obstante, en 2001, tras la compra del Express por Richard Desmond, Hitchens se despidió para incorporarse al Mail on Sunday, dando como motivo su rechazo a la pornografía y el consecuente conflicto de intereses. Actualmente tiene una columna en el Mail on Sunday, para el que también realiza esporádicos reportajes, entre otros desde Irak, China, India y los EE. UU.
Aparece ocasionalmente como invitado en programas de los medios británicos, casi siempre en debate con personas de izquierdas, aunque recientemente ha presentado sus propios documentales en Channel 4 y BBC Four. Actualmente no tiene programa propio, aunque ha sido copresentador de un programa en Talk Radio con algunas izquierdistas. Afirma que el director de la emisora le ofreció la oportunidad de presentar el programa en solitario, pero que él prefirió, y aconsejó, un programa dual con un presentador de izquierdas, lo que en su opinión sería la mejor forma de conseguir un programa imparcial.

## Carrera política
Hitchens es un antiguo marxista que perteneció durante algunos años al partido International Socialists, de 1970 a 1975, y posteriormente al Partido Laborista británico de 1979 a 1983. Estudió Ciencias Políticas en la Universidad de York de 1970 a 1973. Niega la veracidad de una anécdota según la cual al llegar tarde a una clase justificó su tardanza afirmando que había estado "demasiado ocupado empezando la revolución"; según él, casi nunca se le veía por clase.
Se afilió al Partido Conservador británico en 1997 en la creencia de que representaba la resistencia democrática al Nuevo Laborismo, pero pronto concluyó que los conservadores no sabían a lo que se enfrentaban y nunca serían capaces de enfrentarse al Nuevo Laborismo o derrotarlo; dejó el Partido Conservador en 2003. Ahora no pertenece a ningún partido y cree que no podrá crearse ninguno con auténticas posibilidades hasta que los conservadores se dividan y desaparezcan.
Compitió con Michael Portillo por la nominación como candidato del Partido Conservador para el acta de diputado por el distrito de Kensington y Chelsea en 1999. Algunos críticos han afirmado que su fracaso en este empeño explica gran parte de su antipatía por el Partido Conservador, acusación que Hitchens rechaza argumentando que nunca esperó ser elegido y se presentó solo para criticar a Portillo y su plan de "modernizar" el Partido.

## Ideología política
Puede decirse que Hitchens tiene una perspectiva conservadora tradicional sobre la mayoría de los temas, pero difiere de otros conservadores en cuestiones como la introducción de tarjetas de identidad en el Reino Unido, aduciendo que no debe sacrificarse la libertad en aras de la seguridad. También se ha opuesto a las guerras de Kosovo e Irak, y defiende la nacionalización de los ferrocarriles. Hitchens ha afirmado que el abuso del lenguaje políticamente correcto solo puede ser derrotada por aquellos que reconocen que tiene ciertos méritos como forma de buena educación. También opina que los conservadores deben oponerse al uso de términos abusivos, como la palabra "nigger" (término peyorativo para referirse a una persona de raza negra) con la misma firmeza que la izquierda, que, según él, no debe disfrutar del monopolio de la buena educación.

### Sobre libertad, seguridad y delincuencia

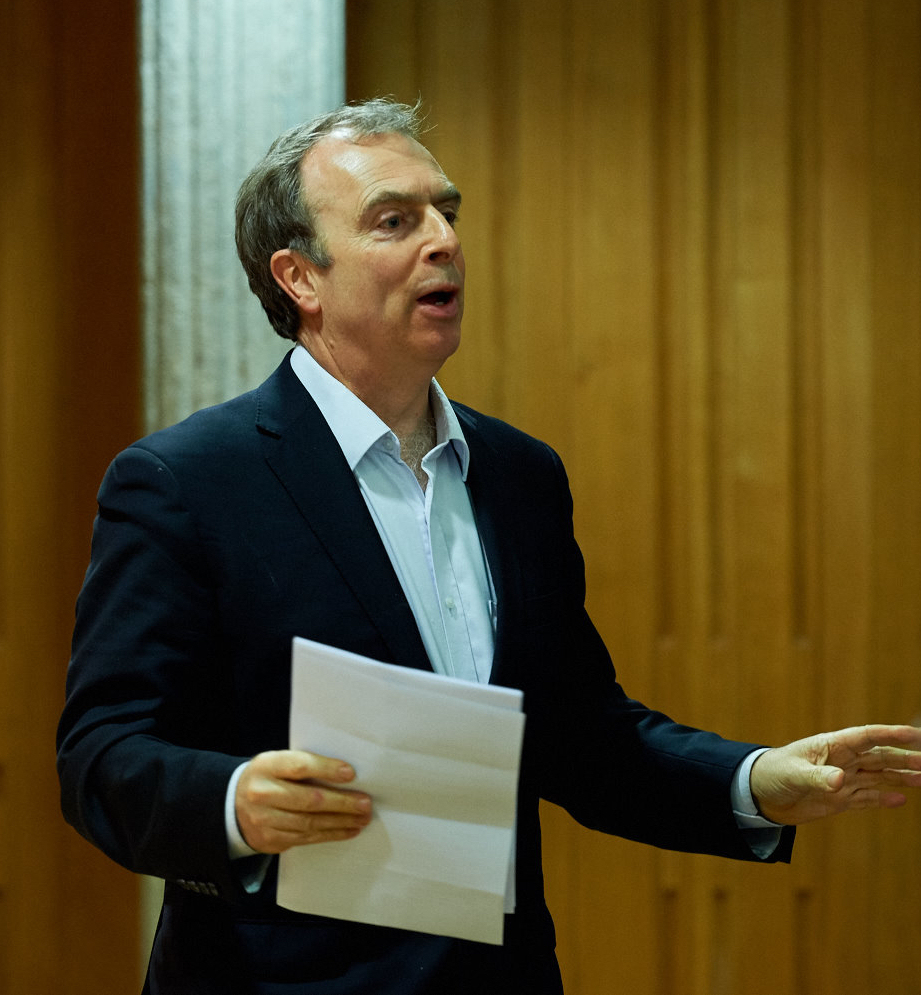
En un debate sobre Europa oriental en Sidney Sussex College, Cambridge, Inglaterra en 2015

Hitchens defiende una sociedad gobernada por la conciencia y el imperio de la ley, que considera las mejores garantías de la libertad. Advierte que el declive de la conciencia y la moralidad conducirá inexorablemente al fortalecimiento del estado. Le inquieta especialmente el uso de la "seguridad" como pretexto para diluir y recortar las libertades individuales. Opina que el aumento de la "seguridad" destruye la libertad sin reforzar necesariamente la protección de los ciudadanos, y señala que no hay contradicción en conservar la libertad y proteger a los ciudadanos.
Hitchens ha sido muy crítico con el deseo del gobierno británico de introducir tarjetas de identidad, así como su aversión por el juicio por jurado, su intento de centralizar la policía y su creación de un cuerpo nacional de policía (la denominada Serious Organised Crime Agency, SOCA). Describe estos fenómenos como aspectos del deseo gubernamental de producir una revolución constitucional permanente e irreversible, y los considera un "ataque a las libertades inglesas" en general. En sus columnas periodísticas, Hitchens se refirió al Home Secretary, David Blunkett, como "Ministro del Interior", sobre la base de que ese título, que en Inglaterra se asocia con estados policiales, reflejaba mejor las políticas opresivas de Blunkett que el título tradicional británico de "Home Secretary".
Hitchens se opone a la relajación de las leyes contra la posesión de drogas de uso recreativo ilegales. Afirma que la desaprobación activa del consumo de drogas indicada por la ley es un contrapeso esencial a la "propaganda en favor de las drogas" de la cultura popular. Considera inútiles los intentos de combatir el consumo de drogas mediante la persecución de los traficantes si no se castiga también su posesión y consumo. Responde al argumento de que la "Guerra contra las drogas" ha fracasado diciendo que hace muchos años que no se libra en serio ese combate. Hitchens cree que la estrategia, denominada "reducción de daños", es derrotista y contraproducente. Fue uno de los primeros comentaristas en denunciar que el cannabis pone en serio peligro la salud mental de algunos de sus consumidores.

### Sobre política exterior
Hitchens se opuso a la guerra de Irak con el argumento de que no defendería los intereses del Reino Unido ni de EE. UU., pero no se asocia con las campañas contra la guerra, y sigue siendo un firme defensor del Estado de Israel.
Hitchens condenó el Acuerdo de Belfast de 1998 como una rendición al IRA Provisional y una violación del imperio de la ley. Considera que la mejor estrategia para resolver los problemas de Irlanda del Norte habría sido la plena integración de ésta en el Reino Unido, afirmando que la creación de la Asamblea de Irlanda del Norte fue "un acto de enorme necedad". Cree que los logros del gobierno directo sobre Irlanda del Norte se han subestimado en gran medida, pero acepta que ahora Irlanda del Norte es solo una parte provisional del Reino Unido, transferible a la soberanía irlandesa por un solo referéndum de resultado irreversible.
Sobre Europa, Hitchens sostiene que el Reino Unido debería negociar una salida amistosa de la Unión Europea, cuyas leyes y tradiciones considera incompatibles con las leyes y libertades de Inglaterra y con la independencia nacional del Reino Unido en su conjunto. También cree que los intereses de la Unión Europea suelen ser distintos de, y a veces opuestos a, los del Reino Unido. Hitchens también se opone a la autonomía de Escocia y Gales, considerándola no como un paso hacia la independencia real, sino como parte de una estrategia inspirada por la Unión Europea para disolver Gran Bretaña en pequeños estados y regiones como fase previa a su absorción por un estado europeo. El mismo razonamiento le lleva a oponerse a la división de Inglaterra en regiones.

### Sobre moralidad, cultura y religión
Hitchens deplora lo que considera el declive de la fe religiosa y los constantes ataques a la institución del matrimonio por el estado. Considera como tales ataques la introducción del divorcio de común acuerdo, la eliminación de derechos anteriormente exclusivos del matrimonio, con la resultante pérdida de respeto por parte de éste, la abolición del domingo cristiano y la creciente presión económica y cultural sobre madres y esposas para que trabajen fuera de casa. Considera que sin fe y sin familias fuertes, se atrofia el desarrollo de la conciencia, se reduce la calidad de la vida privada y se alimenta el poder del estado.
Opina que muchas de las medidas que crearon la "sociedad permisiva" fueron equivocadas o excesivas y deben reconsiderarse, y cree que las relaciones homosexuales no deben recibir la paridad legal con el matrimonio heterosexual. No obstante, Hitchens mantiene que no tiene nada en contra de las personas homosexuales, y rechaza el término homofobia en este contexto como un epíteto que se está usando cada vez más para impedir el debate legítimo sobre la política social.
Hitchens se opone a la adopción obligatoria del sistema métrico en sustitución del sistema de pesos y medidas británico, que considera más estético y práctico, enraizado en la experiencia y parte importante de la lengua inglesa. Es anglicano y defiende el uso del Libro de Oración Común de 1662 de dicha Iglesia y de la Biblia del Rey Jacobo (también llamada versión Autorizada de la Biblia), no solo porque son bellos y dignos de conservación, sino también porque los considera bases indispensables de la "robusta combinación de escrituras, tradición y razón" que constituye el Anglicanismo.

### Sobre la enseñanza
Hitchens condena el modelo de enseñanza secundaria no selectiva, las reformas Plowden de la escolarización primaria y los modernos métodos de enseñanza centrados en el niño; los considera proyectos políticos igualitarios sin justificación educativa y con muchas desventajas. Hitchens afirma que la enseñanza no selectiva ha resultado en una caída en las exigencias dirigidas al alumno que amenaza con lastrar a Gran Bretaña frente a gigantes emergentes como China e India. Como forma de mejorar el nivel en el Reino Unido, Hitchens defiende el retorno al sistema de las grammar schools, que ha sido gradualmente desmantelado por sucesivos gobiernos británicos desde finales de los años 1960.
Como partidario de una moralidad cristiana ortodoxa, Hitchens se opone a la educación sexual en las escuelas. Señala que la introducción general de la enseñanza sexual en los colegios ha venido acompañada de un aumento en la actividad sexual entre los jóvenes, con el resultante aumento de embarazos, abortos y casos de enfermedades de transmisión sexual, exactamente las cosas que dicha enseñanza debería haber reducido. Propone que puede haber una conexión entre los dos fenómenos, y que en cualquier caso el argumento de que la enseñanza sexual protege a los jóvenes contra embarazos prematuros o enfermedades es falso.

### Sobre la evolución
La postura de Hitchens sobre la evolución es que no ha sido ni puede ser observada, ya que si existió en el pasado lo hizo antes de la existencia de testigos humanos, y si existe ahora lo hace a un ritmo tan lento que es probable que nuestra civilización desaparezca mucho antes de que haya podido observar y registrar su funcionamiento. Afirma que los darwinistas entusiastas suelen confundir la adaptación de especies existentes con el mucho más ambicioso proceso requerido por la evolución. Por tanto, considera que la teoría de la evolución, al ser una especulación "sobre el pasado lejano", no puede verificarse mediante el estudio histórico ni usándola como base para hacer predicciones, a diferencia de otras teorías científicas con las que suele compararse de forma engañosa. Suele comparar la creencia en la evolución con la fe en una religión, con el argumento de que las afirmaciones religiosas tampoco pueden probarse y también tienen su origen no en un conocimiento cierto, sino en las preferencias del creyente.
Hitchens afirma que ni él ni nadie saben cómo empezó la vida ni cómo el reino natural alcanzó su forma actual. Acepta gustoso la posibilidad de que los evolucionistas tengan razón, y les pide que tengan la misma cortesía para con los teístas. Está de acuerdo con evolucionistas como Richard Dawkins en que la creencia en la certeza de la teoría de la evolución, bien entendida, es incompatible con una postura teísta. Para él es una cuestión de opinión, y las personas inteligentes y formadas deben tener la libertad de optar por sí mismas entre una explicación u otra. No critica la teoría de la evolución, que considera un ingenioso intento de explicar el origen de las especies, pero que él no acepta.

### Sobre Tony Blair y el Partido Laborista
Hitchens ha descrito las reformas constitucionales del primer ministro Tony Blair como un "golpe de estado a cámara lenta". Es crítico con los laboristas por lo que considera "ataques a la constitución", y crítico con el gobierno conservador anterior por su papel en facilitar esos cambios mediante "actos imprudentes e inconstitucionales". La enorme expansión en el papel de los "special advisers" ("consejeros especiales"), que Hitchens describe como "comisarios políticos" en el cuerpo de funcionarios, se basó, según él, en nombramientos similares aunque de menor escala iniciados por los conservadores.
Hitchens sostiene que los cambios más profundos introducidos por el Partido Laborista están diseñados para concentrar el poder en manos del ejecutivo, degradar la neutralidad del cuerpo de funcionarios del estado, y convertir al Parlamento en una herramienta de Downing Street. Para Hitchens, la acción más significativa de este programa fue la emisión de decretos para permitir que Alastair Campbell y Jonathan Powell, ambos nombrados sin mediar elecciones, pudieran dar órdenes a funcionarios públicos. Esto señaló, en su opinión, un intento general de politizar Whitehall que continúa desde entonces. Hitchens dice haber detectado un intento paralelo de apropiación de ciertas prerrogativas de la monarquía y de reducción del significado y prestigio de la Corona, lo que considera señales de un comienzo de presidencialismo.
Hitchens también suele caricaturizar a Blair como "Princess Tony" ("la princesa Tony") en referencia al uso por Blair de la expresión "The People's Princess" ("la princesa del pueblo") para elogiar a Diana, la Princesa de Gales, tras su muerte. Su impresión general de Blair es la de una persona simpática pero vacua, sin conocimientos ni convicciones, contratada por el Partido Laborista para ofrecer un rostro tranquilizador que le permita aplicar un programa radical. Recientemente Hitchens escribió que el gran talento de Blair es ser "todas las cosas para sí mismo", es decir su capacidad de aparentar sinceridad en todo momento gracias a su falta de conciencia de su propia superficialidad.

### Sobre el Partido Conservador
Hitchens desprecia al Partido Conservador británico, al que suele llamar con sorna "the Useless Tories" ("los inservibles tories"). Ha tenido muchos desencuentros con sus compañeros conservadores, y cree que el Partido Conservador exhibe una trayectoria constante de políticas incorrectas que no puede disculparse solo como accidental o fruto de errores casuales. Cita como ejemplos: la guerra de Irak, la privatización de los ferrocarriles británicos, la reorganización de la administración local de 1974, la introducción del examen del Certificado General de Enseñanza Secundaria (General Certificate of Secondary Education, GCSE), la ley de policía y pruebas delictivas de 1984 (Police and Criminal Evidence Act), la ley de justicia criminal (Criminal Justice Act) de 1991, los drásticos recortes en gastos de defensa al terminar la Guerra Fría, el acuerdo con el Acta Única Europea y la firma del Tratado de Maastricht.
También critica lo que considera idolatría de Margaret Thatcher, a la que culpa de haber debilitado las instituciones británicas y no haberse planteado cuestiones morales o culturales. Hitchens ha expresado su desprecio por David Cameron, el actual líder del Partido Conservador, al que considera parte de la "élite liberal", con escasa idea de los desafíos a los que se enfrenta la Gran Bretaña moderna. Hitchens considera su política social, educativa y exterior indistinguibles de las de Tony Blair. Para recalcarlo, suele referirse a ambos juntos como "Mr. Clair y Mr. Blameron". Cameron ha respondido negándose a ser entrevistado por Hitchens.
Hitchens ha hecho un llamamiento por la creación de un nuevo partido político en el Reino Unido, que represente su corriente de opinión conservadora y que, en sus palabras, no sería "ni fanático ni políticamente correcto". Cree que dicho movimiento no podrá aparecer hasta que se desintegre el Partido Conservador, afirmando que muchos millones de británicos suelen votar por uno u otro partido por lealtad tribal, lo que hace imposible disuadirlos con argumentos racionales.

## Publicaciones
Hitchens es autor de The Abolition of Britain (1999, ISBN 0-7043-8140-0) y de A Brief History of Crime (2003, ISBN 1-84354-148-3), ambos críticos con los cambios ocurridos en la sociedad británica desde los años sesenta. En 2000 se publicó una antología de sus columnas en el Daily Express con el título Monday Morning Blues. En abril de 2004 se publicó una edición actualizada de A Brief History of Crime, con el título The Abolition of Liberty (ISBN 1-84354-149-1) y un nuevo capítulo sobre las tarjetas de identidad. The Rage Against God (2010, ISBN 1441105727), este libro es destinado, en parte, como respuesta a God Is Not Great un libro escrito por su hermano Christopher Hitchens en 2007.

### Artículos periódicos
- Artículos semanales en el periódico Mail on Sunday
- Blog de Peter Hitchens

### Artículos producidos
- "Big Brother Watches Britain" en la revista The American Conservative, 8 de mayo de 2006
- "Uncritical Champion" revisando el libro  Anti-Americanism por Jean-François Revel en la revista The American Conservative, 19 de enero de 2004
- "Zionism: A Defense" en la revista The American Conservative, 6 de octubre de 2003

### Artículos sobre él
- "Look forward in anger", entrevista en The Guardian, 14 de noviembre de 2005
- "When Christopher met Peter" - 31 de mayo de 2005, el periódico The Guardian organizó este encuentro después de que los hermanos no habían hablado durante cuatro años
- "Veteran columnist quits Express" - 9 de diciembre de 2000. Sobre la partida de Hitchens de The Daily Express.
- "Brothers at war over Britain" Artículo de un debate sobre el futuro del Reino Unido, con su hermano Christopher Hitchens, 15 de octubre de 1999.

### Críticas y reseñas de sus obras
- "Cool Britania" - 4 de noviembre de 2002. Geoff Metcalf entrevista a Peter Hitchens sobre su libro The Abolition of Britain
- "The victims of liberalism" - 13 de abril de 2003, Crítica favorable del libro de Hitchens A Brief History of Crime en The Daily Telegraph, por Theodore Dalrymple
- "The case of the disappearing policeman" - 22 de abril de 2003 Una crítica de A Brief History of Crime in The Daily Telegraph, por Joshua Rozenberg
- "Fogey's Folly" - 1 de junio de 2003, crítica de A Brief History of Crime por Frances Crook en el New Humanist
- A Brief History of Crime (enlace roto disponible en Internet Archive; véase el historial, la primera versión y la última). - 21 de abril de 2003, New Statesman crítica por Johann Hari
- "Hanging's too good for 'em" - 13 de abril de 2003, Crítica del libro A Brief History of Crimede Hitchens por David Rose en The Observer
- "An end to cant and defeatism" Archivado el 25 de marzo de 2005 en Wayback Machine., The Spectator, 26 de abril de 2003 por Neil Clark de A Brief History of Crime.
- "Bonkers Hitchens?" - 19 de abril de 2003. Artículo sobre el libro A Brief History of Crime de Hitchens, publicado en Sunday Herald

### Audio
- Debate sobre la monarquía británica - 6 de junio de 2002, en National Public Radio (EE. UU.)
- Debate con Zia Sardar de la revista New Statesman, 16 de diciembre de 2001

### Video
- Stealing Your Freedom: Broadcast 27 February 2006, Peter Hitchens wrote and presented this television documentary on the erosion of civil liberties in the UK for Britain's Channel 4. You will need RealPlayer installed on your computer in order to watch this video.

- Stream the Broadcast Watch without downloading. Recommended for faster internet connections only
- Download the entire program 28.8 MB, better option for slower connections
- Stealing your Freedom Brief description of the documentary on Channel 4's website

- Booknotes: The Abolition of Britain: Broadcast 31 December 2000, Hitchens was interviewed for the Booknotes series on C-SPAN about his work 'The Abolition of Britain'.

- Watch the Interview Pop-up window with embedded RealPlayer plugin
- Booknotes: The Abolition of Britain Broadcast description and links

### Misc
- Hitchens v Secretary of State for the Home Department - a court judgment on his request to access government records of his time in the International Socialist movement

- Datos: Q1850512
- Multimedia: Peter Hitchens / Q1850512